# Potamarius
Potamarius es un género de peces actinopeterigios de agua dulce, distribuidos por ríos de América Central y América del Sur.

## Especies
Existen cuatro especies reconocidas en este género:
- Potamarius grandoculis (Steindachner, 1877)
- Potamarius izabalensis Hubbs y Miller, 1960
- Potamarius nelsoni (Evermann y Goldsborough, 1902)
- Potamarius usumacintae Betancur-R. y Willink, 2007